# Go-Nara
Go-Nara (jap. 後奈良天皇 Go-Nara Tennō; ur. 26 stycznia 1497  – zm. 27 września 1557) – 105. cesarz Japonii, rządził od 9 czerwca 1526 roku do 27 września 1557 roku.